# Hector Munro Macdonald
Hector Munro Macdonald   (Edimburg, 19 de gener de 1865 - Aberdeen, 16 de maig de 1935) va ser un matemàtic escocès.

## Vida i obra
Macdonald va estudiar matemàtiques a la universitat d'Aberdeen entre 1882 i 1886. Havent obtingut la beca Fullerton, el 1886 va ingressar al Clare College de la universitat de Cambridge en la qual va acabar quart en els exàmens de matemàtiques de 1889. Aquest mateix any va ser nomenat fellow del Clare College en el qual va romandre fins al 1905, essent fortament influenciat per l'ambient acadèmic i l'estil pedagògic dels físics de la universitat de Cambridge.
Tot i que els seus primers treballs de recerca van ser en matemàtiques pures, a poc a poc es va anar inclinant per les matemàtiques aplicades, fins que el 1901 va obtenir el premi Adams per un treball sobre la propagació de les ones elèctriques.
El 1905, Macdonald va deixar Cambridge per ocupar una plaça de catedràtic a la seva antiga universitat d'Aberdeen, on es va convertir en un dels més influents membres del claustre gràcies a la seva habilitat com a administrador.